# 烏克蘭喀爾巴阡山脈

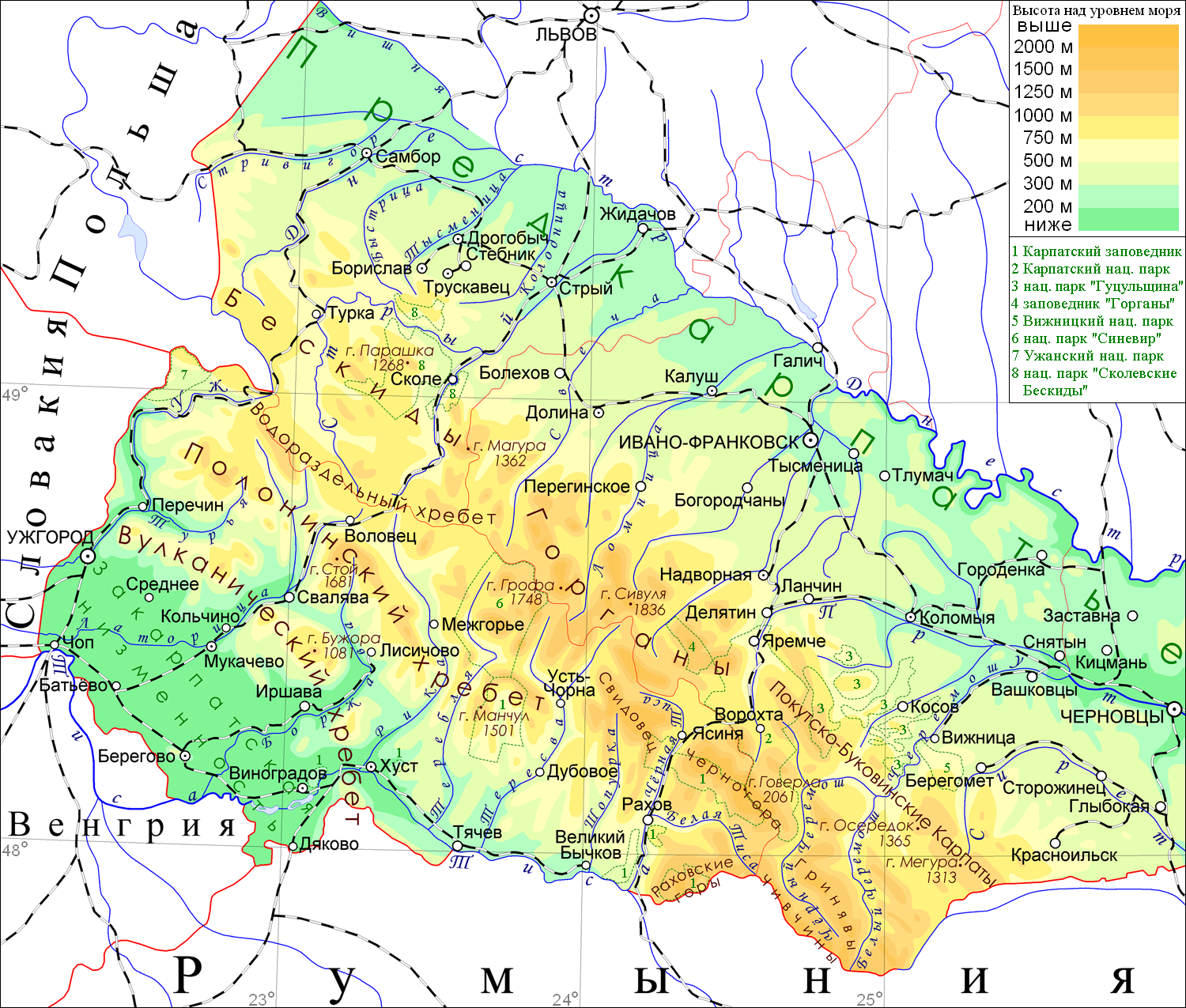

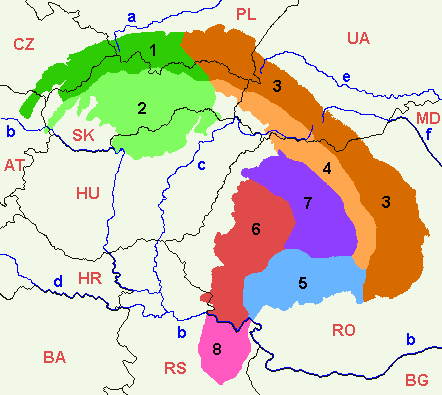

烏克蘭喀爾巴阡山脈（羅馬化：Ukrainski Karpaty）是東歐的山脈，處於烏克蘭西部邊境地區，橫跨外喀爾巴阡州、利維夫州、伊萬諾-弗蘭科夫斯克州和切爾諾夫策州，屬於喀爾巴阡山脈的一部分，長280公里、寬100公里，面積超過24,000平方公里。